# Earle Foxe
Earle Fox, nato Earl Aldrich Fox (Oxford, 25 dicembre 1891 – Los Angeles, 10 dicembre 1973), è stato un attore statunitense.
Popolare attore dell'epoca del muto, dopo l'avvento del sonoro Foxe continuò la sua carriera ricoprendo piccole parti o ruoli di contorno fino al 1946. Era cugino di Robert T. Haines, noto attore teatrale e cinematografico.

## Biografia
Figlio di Charles Aldrich Fox e di Eva May Herron, era fratellastro di Ethel May Fox, un'insegnante di musica. Earle Foxe completò i suoi studi all'Ohio State University per poi trasferirsi a New York, dove tentò la carriera teatrale. Diventò ben presto una stella del palcoscenico e, in scena, apparve anche a fianco di Douglas Fairbanks.
Il suo esordio sullo schermo risale al 1912, partner di Alice Joyce in The Street Singer, un cortometraggio di genere mélo prodotto dalla Kalem Company, compagnia per la quale il giovane attore girò tutti i suoi primi film. Nel 1913, il suo nome appare in una serie di pellicole della Victor Film Company, la casa di produzione fondata da Florence Lawrence, da suo marito, il regista Harry Solter e da Carl Laemmle, uno dei nomi più prestigiosi tra i pionieri dell'industria cinematografica hollywoodiana.

## Filmografia
- The Street Singer, regia di Edmund Lawrence (1912)
- The Combination of the Safe (1912)
- The County Fair, regia di Edmund Lawrence (1912) (1912)
- The Young Millionaire, regia di Edmund Lawrence (1912)
- The Tell-Tale Message (1912)
- A Battle of Wits – cortometraggio (1912)
- All for a Girl, regia di Frederick A. Thomson (1912)
- A Business Buccaneer, regia di Edmund Lawrence (1912)
- A Sawmill Hazard, regia di J.P. McGowan (1913)
- A Desperate Chance – cortometraggio (1913)
- The Cub Reporter's Temptation – cortometraggio (1913)
- The Game Warden, regia di J.P. McGowan – cortometraggio (1913)
- The Fire Coward – cortometraggio (1913)
- A Lucky Chance (1913)
- The Sergeant's Daughter (1913)
- The Face at the Window, regia di J.P. McGowan – cortometraggio (1913)
- The Pursuit of the Smugglers, regia di J.P. McGowan (1913)
- The Scimitar of the Prophet, regia di Robert G. Vignola – cortometraggio (1913)
- The Girl o'the Woods, regia di Harry Solter – cortometraggio (1913)
- The Spender, regia di Harry Solter – cortometraggio (1913)
- His Wife's Child, regia di Harry Solter (1913)
- Unto the Third Generation, regia di Harry Solter (1913)
- The Influence of Sympathy, regia di Harry Solter (1913)
- A Girl and Her Money, regia di Harry Solter (1913)
- The Green-Eyed Devil, regia di James Kirkwood – cortometraggio (1914)
- The Floor Above, regia di James Kirkwood (1914)
- L'albergo del terrore (The Old Man) (1914)
- Amore di madre o Home, Sweet Home, regia di D.W. Griffith (1914)
- The Girl in the Shack, regia di Edward Morrissey – cortometraggio (1914)
- The Lover's Gift (1914)
- The Swindlers (1914)
- The Escape, regia di David W. Griffith (1914)
- The Rose Bush of Memories, regia di Edward Morrissey – cortometraggio (1914)
- Carmelita's Revenge, regia di Norval MacGregor – cortometraggio (1914)
- The Harbor of Love, regia di Norval MacGregor – cortometraggio (1914)
- To Be Called For, regia di Francis J. Grandon – cortometraggio (1914)
- Jim, regia di Francis J. Grandon – cortometraggio (1914))
- The Livid Flame, regia di Francis J. Grandon – cortometraggio (1914)
- Garrison's Finish, regia di Francis J. Grandon – cortometraggio (1914)
- Rosemary, That's for Remembrance, regia di Francis J. Grandon – cortometraggio (1914 )
- Out of Petticoat Lane, regia di Francis J. Grandon – cortometraggio (1914)
- Celeste (1915)
- His Father's Rifle, regia di Edward LeSaint – cortometraggio (1915)
- The Clause in the Constitution, regia di Edward LeSaint – cortometraggio (1915)
- The Eternal Feminine, regia di George Nichols – cortometraggio (1915)
- The Tiger Slayer, regia di William Robert Daly – cortometraggio (1915)
- The Lost Messenger, regia di George Nichols – cortometraggio (1915)
- The Print of the Nails, regia di George Nichols – cortometraggio (1915)
- Locked In, regia di George Nichols – cortometraggio (1915)
- Jungle Justice, regia di William Robert Daly – cortometraggio (1915)
- Diamonds Are Trumps, regia di William Robert Daly – cortometraggio (1916)
- The Trail of the Lonesome Pine, regia di Cecil B. DeMille (1916)
- The Black Orchid, regia di Thomas N. Heffron – cortometraggio (1916)
- Unto Those Who Sin, regia di William Robert Daly (1916)
- The Love Mask, regia di Frank Reicher (1916)
- Anima di straniero (Alien Souls), regia di Frank Reicher (1916)
- The Dream Girl, regia di Cecil B. DeMille (1916)
- Public Opinion, regia di Frank Reicher (1916)
- Ashes of Embers, regia di Edward José e Joseph Kaufman (1916)
- Panthea, regia di Allan Dwan (1917)
- Blind Man's Luck, regia di George Fitzmaurice (1917)
- The Fatal Ring, regia di George B. Seitz (1917)
- Outwitted, regia di George D. Baker (1917)
- The Honeymoon, regia di Charles Giblyn (1917)
- The Studio Girl, regia di Charles Giblyn (1918)
- From Two to Six, regia di Albert Parker (1918)
- Peck's Bad Girl, regia di Charles Giblyn (1918)
- The Black Panther's Cub, regia di Émile Chautard (1921)
- The Prodigal Judge, regia di Edward José (1922)
- The Man She Brought Back, regia di Charles Miller (1922)
- La fiera delle vanità (Vanity Fair), regia di Hugo Ballin (1923)
- Bambola francese (The French Doll), regia di Robert Z. Leonard (1923)
- Innocence, regia di Edward LeSaint (1923)
- Gran mondo (Fashion Row), regia di Robert Z. Leonard (1923)
- A Lady of Quality, regia di Hobart Henley (1924)
- The Fight, regia di George Marshall (1924)
- The Hunt, regia di George Marshall (1924)
- Oh, You Tony!
- The Last Man on Earth, regia di J.G. Blystone (1924)
- The Amateur Detective, regia di Robert P. Kerr (1925)
- Wages for Wives, regia di Frank Borzage (1925)
- The Mad Racer, regia di Benjamin Stoloff – cortometraggio (1926)
- The Ghost Talks, regia di Lewis Seiler (1929)
- Transatlantico (Transatlantic), regia di William K. Howard (1931)
- Men Are Such Fools, regia di William Nigh (1932)
- So Big!, regia di William A. Wellman (1932)
- Counsel on De Fence, regia di Arthur Ripley (1934)
- Mogli di lusso (The Golden Arrow), regia di Alfred E. Green (1936)
- Sfida infernale (My Darling Clementine), regia di John Ford (1946)

## Spettacoli teatrali
- Dancing Around (Broadway, 10 ottobre 1914)
- Come Seven (Broadway, 19 luglio 1920)
- Princess Virtue (Broadway, 4 maggio 1921)